# Tetraopes basalis
Tetraopes basalis är en skalbaggsart som beskrevs av Leconte 1852. Tetraopes basalis ingår i släktet Tetraopes och familjen långhorningar. Inga underarter finns listade i Catalogue of Life.